# Anodonta
Il mitilo d'acqua dolce (Anodonta Lamarck, 1799) è un genere di mollusco bivalve appartenente alla famiglia Unionidae.

## Tassonomia
Il genere comprende una ventina di specie di simili a grosse cozze, viventi esclusivamente nelle acque dolci.
In Italia sono presenti tre specie:
- Anodonta anatina
- Anodonta cygnea
- Anodonta exulcerata[2]